# Кузьминская (Няндомский район)
Кузьминская — деревня в Няндомском районе Архангельской области.

## География
Находится в юго-западной части Архангельской области на расстоянии приблизительно 5 км на юго-запад по прямой от административного центра района города Няндома на восточном берегу озера Боровое.

## История
В 1873 году здесь было учтено 19 дворов, в 1905 — 24. Тогда деревня входила в Каргопольский уезд Олонецкой губернии. До 2022 года входила в Няндомское городское поселение до его упразднения.

## Население
Численность населения: 91 человек (1873 год), 126 (1905), 3 (русские 100 %) в 2002 году, 6 в 2010.